# Jezioro Małe Łowne
Jezioro Małe Łowne (znane również jako Małe Babilońskie) – jezioro wytopiskowe w Polsce położone na Równinie Charzykowskiej w województwie pomorskim, w powiecie chojnickim, w gminie Chojnice, w Zaborskim Parku Krajobrazowym w otulinie Parku Narodowego „Bory Tucholskie”. Akwen jeziora jest częścią rezerwatu Jezioro Małe Łowne.
Jest częścią większego akwenu - jeziora Łownego. 

Jest to jezioro wytopiskowe
- Powierzchnia - 3,23 ha
- Maks. głębokość - 7 m

Jezioro jest bardzo czyste, posiada odczyn kwaśny. Należy do jezior skąpożywnych oligohumusowych.
Linia brzegowa jest słabo rozwinięta, samo jezioro znajduje się we wczesnym stadium zarastania płem mszarnym.